# Satz von Legendre (Diophantische Gleichungen)
In der Zahlentheorie, einem der Teilgebiete der Mathematik, ist der Satz von Legendre (englisch Legendre’s theorem) über diophantische Gleichungen ein etwa um das Jahr 1785 von dem Mathematiker Adrien-Marie Legendre (1752–1833) vorgelegter Lehrsatz, der die Lösbarkeit solcher Gleichungen aus ternären quadratischen Formen ohne gemischte Glieder behandelt.

## Formulierung des Legendre’schen Satzes
Der Satz lässt sich folgendermaßen formulieren:
Gegeben seien drei quadratfreie und paarweise teilerfremde ganze Zahlen {\displaystyle a,b,c\in \mathbb {Z} \setminus \{0\}}.

Dann gilt:
Die diophantische Gleichung
{\displaystyle ax^{2}+by^{2}+cz^{2}=0}
ist in ganzen Zahlen {\displaystyle x,y,z} nichttrivial lösbar dann und nur dann, wenn folgende Bedingungen erfüllt sind:

(I) {\displaystyle a,b,c} haben nicht alle dasselbe Vorzeichen.
(II.1) {\displaystyle -bc} ist quadratischer Rest {\displaystyle {\bmod {a}}}.
(II.2) {\displaystyle -ca} ist quadratischer Rest {\displaystyle {\bmod {b}}}.
(II.3) {\displaystyle -ab} ist quadratischer Rest {\displaystyle {\bmod {c}}}.